# 賽歐塔鎮區 (伊利諾伊州麥克多諾縣)
賽歐塔鎮區是位於美國伊利諾伊州麥克多諾縣的一個行政鎮區。

## 地方資料
根據2010年美國人口普查的數據，賽歐塔鎮區的面積為97.60平方千米，當中陸地面積為97.60平方千米，而水域面積為0.00平方千米。當地共有人口514人，而人口密度為每平方千米5.27人。